# اشباح غوطه‌ور
اشباح غوطه‌ور (به انگلیسی: Ghosts of the Abyss) نام فیلم مستندی است که در سال ۲۰۰۳ توسط کمپانی والت دیزنی منتشر شد. کارگردان این مستند جیمز کامرون است. در این فیلم جیمز کامرون و گروهش از بقایای لاشه کشتی آر ام اس تایتانیک دیدن می‌کنند. همچنین بیل پکستون که در فیلم تایتانیک سال ۱۹۹۷ بازی کرده بود در این مستند هم حضور دارد.

## برنامه
این دومین بار است که جیمر کامرون از لاشه کشتی تایتانیک دیدن می‌کند. در این مستند از دوربین‌های سه بعدی استفاده شده.

## انتشار DVD
قسمت‌های ویژه فیلم ۹۰ دقیقه‌است که در نسخه ۲ دیسکی این فیلم و نسخه ۵ دیسکی محدود لوکس تایتانیک وجود دارد.